# Rivière-Rouge (agglomération)
Pour les articles homonymes, voir Rivière Rouge.
L'Agglomération de Rivière-Rouge a été créée en 2004 après la reconstitution de la municipalité de La Macaza. L'agglomération est composé de la municipalité de La Macaza et la ville de Rivière-Rouge. 
L'agglomération est un conseil qui est composée de huit membres, les maires des municipalités membres et les membres du conseil de la ville de Rivière-Rouge.
Les séances ordinaires du conseil se tiennent le premier mardi de chaque mois, sauf avis contraire. Elles sont, en 2020, jumelées aux séances du conseil de la Ville de Rivière-Rouge.